# Baotian

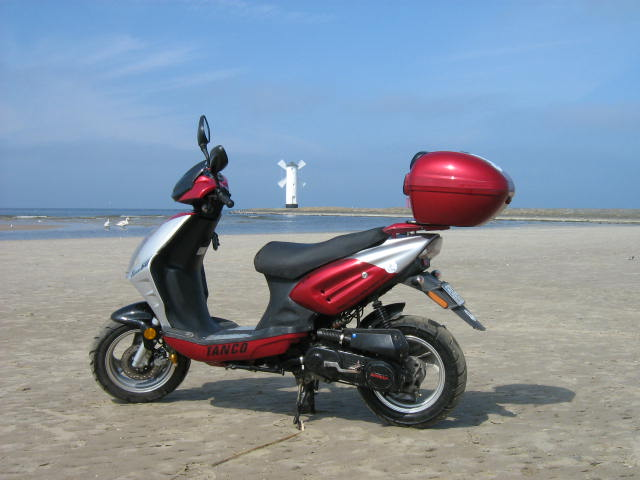
Baotian Tanco-scooter

Baotian is een Chinees merk van scooters. De producent is Jiangmen Sino-Hongkong Baotian Motorcycle Industries in Jiangmen City, opgericht in 1994. Op dit moment produceert het bedrijf motorscooters, bromscooters, ATV's (quads) en motorblokken. Jaarlijks worden er 300.000 tweewielers geproduceerd.
Modellen van Baotian:
- Tiger
- Rocky
- Speedy
- QTB-11
- QTB-12
- Speedy MarkII
- F3 Motorsport
- Tanco
- BTM Citystar

Onder de afkorting BTC (Bao Tian (Motorcycle) Company) of BTM (Bao Tian Motors) zijn verschillende scootermodellen te koop die via tussenhandelaren zijn geïmporteerd bij de fabriek van Baotian.